# The Diary of a Band Volume Two
The Diary of a Band Volume Two è un album live di John Mayall, pubblicato dalla Decca Records nel gennaio del 1968.

## Tracce
Brani composti da John Mayall, tranne dove indicato
Lato A
1. Gimme Some Lovin' (Intro) – 0:20 (Muff Winwood, Spencer Davis, Steve Winwood) – Registrato il 28 novembre 1967 al Top Rank Ballroom di Southampton (Inghilterra)
2. The Train – 13:02 – Registrato il 28 novembre 1967 al Top Rank Ballroom di Southampton (Inghilterra)
3. Crying Shame – 10:52 – Registrato il 19 dicembre 1967 al Wood Green di Londra (Inghilterra)

Lato B
1. Local Boys Makes Good (Speech Only-Impromptu) – 4:00 – Registrato il 9 dicembre 1967 al Public Hall di Wallington (Inghilterra)
2. Help Me – 7:10 (Ralph Bass, Willie Dixon) – Registrato il 26 novembre 1967 al Beachcomber Club di Nottingham (Inghilterra)
3. Blues in Bb – 4:40 – Registrato il 2 novembre 1967 a Londra (Inghilterra)
4. Soul of a Short Fat Man – 6:07 (John Mayall, Keef Hartley) – Registrato il 7 dicembre 1967 all'Essex University di Colchester (Inghilterra)

## Musicisti
- John Mayall - voce
- Mick Taylor - chitarra
- Dick Heckstall-Smith - sassofono tenore, sassofono soprano
- Chris Mercer - sassofono tenore, sassofono baritono
- Paul Williams - basso (brano: A1)
- Keith Tillman - basso (brani: A2, A3, B2, B3 e B4)
- Keef Hartley - batteria